# 埃文鎮區 (堪薩斯州金曼縣)
埃文鎮區（英語：Evan Township）為美國堪薩斯州金曼縣轄下的鎮區。2010年美国人口普查中此鎮區人口有542人。

## 地理
埃文鎮區涵蓋總面積為94.1平方（36.32平方英里），其中陸地面積為90.8平方（35.05平方英里），水域面積為3.3平方（1.27平方英里）或3.50%。海拔高度455（1,493英尺）。

## 人口統計
根據2010年美國人口普查，埃文鎮區人口有542人，其中男性有281人，女性有261人，人口密度為每平方公里5.76人，住房計216戶。鎮區內的白人有522人，非裔美國人有1人，美洲原住民有6人，亞裔美國人有6人，太平洋島裔美國人有1人，其他種族有0人，混血種族則有6人。此外鎮區內有13人為西班牙裔或拉丁裔美國人。此鎮區之年齡中位數為42.6歲，而男性年齡中位數為43.6歲，女性年齡中位數為41.7歲。

## 交通

### 主要公路
- 400號美國國道